# Zeile (Beiersdorf)
Die Zeile ist ein Ortsteil der Gemeinde Beiersdorf im Landkreis Görlitz.

## Geografie

### Lage
Die Zeile liegt im westlichen Teil des Landkreises im Lausitzer Bergland am Südhang der Bieleboh-Bergkette. In der Ansiedlung entspringt der Zeilegraben. Nördlich erhebt sich Wuissigberg (429 m), nordöstlich der Galgenberg (423 m), südöstlich der Haderberg (420 m) und der Lochberg (435 m), südlich die Steinklunsen (437 m), westlich der Bieleboh (499 m) und nordwestlich der Kuhberg (455 m). Nordöstlich befindet sich der sogenannte Wassersteinbruch.

### Nachbarorte
| Zieglertal | Bärhäuser, Obercunewalde                    | Neuenhäuser |
|            | Kompassrose, die auf Nachbargemeinden zeigt | Neudorf     |
| Zwenke     | Beiersdorf                                  | Neulauba    |

### Straßen
Der Ortsteil besteht aus der Zeilestraße und den Ahornweg.

## Geschichte
Zu Beginn des 19. Jahrhunderts wurden am entwaldeten Südhang der Bieleboh-Bergkette, parallel zur Grenze der kursächsischen Exklave Beiersdorf-Spremberg mit der Oberlausitz, auf der Mordwiese und an der Trebe drei nebeneinanderliegende Häuslerzeilen angelegt. Der Chronist Carl Leberecht Haase schrieb 1840 von einer langgedehnten Reihe Häuser, die fast alle erst zur Zeit der jetzigen Herrschaft entstanden. Die nördlich über dem Beiersdorfer Oberdorf gelegene Ansiedlung war immer zu Beiersdorf zugehörig.
In den Jahren 1954 bis 1959 wurde unterhalb der Zeile am Rande des Oberdorfes die AWG-Siedlung mit 46 Wohnungen angelegt. Für das Gebiet zwischen der Zeile und der AWG-Siedlung wurde in den 2000er Jahren als Wohnbaugebiet „Zeile“ deklariert. Seitdem sind dort mehrere Einfamilienhäuser entstanden.
Beim Zensus vom 9. Mai 2011 bestand die Zeile aus 28 Wohngebäuden, in denen 80 Personen lebten. Das Durchschnittsalter lag bei 41,6 Jahren.

### Verwaltungszugehörigkeit
1843: Amt Stolpen, 1856: Gerichtsamt Neusalza, 1875: Amtshauptmannschaft Löbau, 1952: Kreis Löbau, 1994: Landkreis Löbau-Zittau, 2008: Landkreis Görlitz.

## Ortsbild
Die Zeile setzt sich aus drei Häuslerzeilen zusammen, die sich mit versetzter und nicht durchgängiger Straßenführung am Berghang in Ost-West-Richtung aneinander reihen. Einige Häuser sind mit Umgebinde. Unterhalb der westlichen Zeile befindet sich ein kleiner Teich. Nach Süden hin ist die Zeile durch neue Wohnbebauung teilweise mit der AWG-Siedlung verbunden.
Auf der Zeile findet in unregelmäßigen Abständen das Beiersdorfer Hexenfeuer statt.